# Oncocera affinis
Oncocera affinis är en fjärilsart som beskrevs av Boris Ivan Balinsky 1994. Oncocera affinis ingår i släktet Oncocera och familjen mott. Inga underarter finns listade i Catalogue of Life.